# Przystanek trolejbusowy

Oznaczenie przystanku trolejbusowego

Przystanek trolejbusowy – element infrastruktury punktowej systemu transportu zbiorowego. Jest to wyznaczone miejsce zatrzymania i postoju trolejbusu w celu umożliwienia pasażerom wejścia do pojazdu lub opuszczenia go.
Przystanki trolejbusowe są bardzo podobne do przystanków autobusowych i tramwajowych. Jeżeli pojazd zatrzymuje się w zatoce przystankowej, sieć trakcyjna często znajduje się w tym miejscu bliżej peronu.